# Vyacheslav Shakir
Vyacheslav Aleksandrovich Shakir (tiếng Nga: Вячеслав Александрович Шакир; sinh ngày 17 tháng 6 năm 1994) là một tiền đạo bóng đá người Nga. Anh thi đấu cho FC Kolomna.

## Sự nghiệp câu lạc bộ
Anh có màn ra mắt tại Russian Second Division cho FC Kolomna vào ngày 18 tháng 7 năm 2013 trong trận đấu với FC Znamya Truda Orekhovo-Zuyevo.